# アーロン・ブッシュネルの焼身自殺
アーロン・ブッシュネルの焼身自殺（アーロン・ブッシュネルのしょうしんじさつ）は、2024年2月25日、アメリカ空軍の軍人「アーロン・ブッシュネル」が、イスラエルやアメリカによるイスラエルへの支援内容などに抗議するため、ワシントンD.C.にあるイスラエル大使館を訪れ、正門前で自らに火を着けその後死亡した。また、この模様はSNS上でライブ配信が行われた。ブッシュネルは「植民地支配者の手によってパレスチナでパレスチナ人が経験していること」に抗議していると述べ、「今後、大量虐殺に加担しない」と宣言した後、可燃性の液体を自ら浴び火を放った。ブッシュネルは燃えながら「パレスチナを解放せよ！」と繰り返し叫び続けながら地面に崩れ落ちた。一方、警備のシークレットサービスの一人がブッシュネルに銃を向け、他の二人がブッシュネルの消火を試みている。
この行為はTwitch上でライブストリーミングされた。ブッシュネルは自らに火を放ち、地面へ崩れ落ちた後に病院に搬送され危篤状態であったが、夕方に死亡が宣告された。ブッシュネルの行為は、3万人以上のパレスチナ人を殺害し 、重大な人道的危機を齎したイスラエル・ハマス戦争における米国のイスラエル支援に抗議する2件目となる焼身行為となり、イスラエルの在外公館前で実行された。なお、2023年12月には別の抗議活動参加者がアトランタのイスラエル総領事館前で自らに火を放っており、一命は取り留めたものの重傷を負っている。

## 背景

### ブッシュネルの半生
ブッシュネルはマサチューセッツ州オーリンズにある孤立したキリスト教のイエズス共同体で育った。その後、ノーセット高校に通い、2015年から2017年まで同州ブリュースターに拠点を置くキリスト教の書籍、音楽、ビデオの出版社に勤務する。2019年にはイエズス共同体を離れたと友人に語っている。
基礎訓練と技術訓練を完了し、2020年5月にアメリカ空軍でのキャリアをスタート。サイバーセキュリティを専門とするクライアントシステム技術者としての訓練を受け、その後、テキサス州サンアントニオで米空軍のDevOpsエンジニアとして勤務し、サザン・ニュー・ハンプシャー大学でソフトウェア工学の学士号取得を目指していた。
彼の友人であるルーペ・バルボーザによれば、アルジャジーラとのインタビューの中で、「ブッシュネルは宗教的で反帝国主義的であるとは感じるが、ブッシュネルが精神を病んでいるとは感じなかった」と述べている。他の友人らは、ブッシュネルと軍の契約は5月に期限切れとなり、警察によるジョージ・フロイド殺害事件を受け、ブッシュネルは軍に対してより反抗的態度になったと述べている。ブッシュネルのレディットアカウントでは、イスラエルを「入植植民地主義者のアパルトヘイト国家」だと非難し、パレスチナの抑圧に関与していないイスラエルの「民間人」は居ないと述べたコメントを投稿している。
なお、パレスチナ人道的危機をめぐり、イスラエルに抗議するために焼身自殺を図ったアメリカ人はブッシュネルが初めてでは無く、2023年12月1日、アトランタ当局によって身元が明らかにされていない個人が、ジョージア州アトランタにあるイスラエル総領事館の前で自らに火を放ち抗議しており、重傷を負っている。

## 決行
ブッシュネルは焼身自殺する前に遺言書を作成しており、その中で貯金を全額パレスチナ児童救済基金に対し寄付すること、飼い猫を近所の人に預けることなどが記されていた。決行当日の2024年2月25日、現地時間午前10時54分にブッシュネルはフェイスブックに次の様なメッセージを投稿した。
その後、メディアに対してもメッセージを送信しており、そこには「今日、私はパレスチナ人の虐殺に対する極端な抗議行動を計画している」と記されていた。
現地時間午後12時58分頃、ブッシュネルは軍服に身を包み、ガザでの戦争に抗議する行為として自らを没する気負いで、ワシントンD.C.のイスラエル大使館に近づく。ブッシュネルはまた「LillyAnarKitty」という名でパレスチナの国旗をプロフィールバナーとして「パレスチナを解放せよ！」というキャプションを付けたTwitchアカウントを作成していた。ライブ配信中にブッシュネルは大使館に向かって歩きながらこう語っている。
ブッシュネルは大使館の門の前に陣取りカメラを置き、可燃性の液体を体に振り撒いた。直後、大使館の警備員がブッシュネルに近づき、「そこの方、どうかしました？」と尋ねるもブッシュネルは無視した。
ブッシュネルは着火後、「パレスチナを解放せよ！」と連呼した。ブッシュネルは燃え上がり、最終的に地面へと崩れ落ちた。警備員は無線で応援要請を出し、カメラの外からブッシュネルに銃口を向け、「地面に伏せなさい！」と何度も警告を行うが、他の警備員は「銃はいらない、消火器が必要だ！」と叫んだ。 その後、複数の警官が現場に到着し、ブッシュネルに対し消火器を使用した。ブッシュネルはコロンビア特別区消防局の救急車によって近くの病院に搬送されたが、約7時間後の現地時間午後20時06分、ブッシュネルは重度の熱傷により死亡が宣告された。25歳であった。

### 調査
シークレットサービス、警察、及びアルコール・タバコ・火器及び爆発物取締局（ATF）は、この事件の調査を行うと発表。コロンビア特別区首都警察はライブストリームの信頼性を確認することを拒否し、米空軍は家族への通知方針を挙げながら、当初当時の状況について説明することを拒否した。ブッシュネルと関係があるとされる不審車両への懸念などを調査するため、爆弾処理部隊も派遣された。捜査の結果、危険なものは何も発見されず、その地域は安全であると宣言された。
警察が記者団に公開した事件報告書によれば、ブッシュネルは警備員が到着する前に「精神的苦痛の兆候を示していた」、つまり「正体不明の液体を自分にかけ、火をつけた」と記述されている。イスラエル大使館の報道官は、この事件で職員に負傷者は居ないことを報告した。

## 反応

### アメリカ国内
バイデン政権と米国議会
ブッシュネルの焼身自殺は、米軍関係者がパレスチナへの兵器の使われ方に懸念を抱いているという「より根深い問題があることを示しているのではないか？」というAP通信の問に対し、アメリカ国防総省のパトリック・S・ライダー報道官は、イスラエルの作戦に対する米国の支持を再確認した 。
バーニー・サンダース上院議員は、「ガザで起きている恐ろしい人道的災害について、多くの人々が今感じている絶望の深さを物語っていると思うし、私もそうした深い懸念を共有している」と述べた。
共和党のトム・コットン上院議員は、ブッシュネルが「テロ集団を支援する恐ろしい暴力行為」を行ったと述べ、3月7日に、外国テロ組織への支持を表明した個人に対する機密アクセス権限を取り消すとともに、軍人の抗議活動への参加を禁止する規制を制定法で成文化する2つの法案を提案した。
その他
ブッシュネルの行動は、エジプト系アメリカ人の慈善活動家アヤ・ヒジャージのほか、アメリカ緑の党候補ジル・スタイン、無所属候補者コーネル・ウェストなどの活動家からも称賛された。

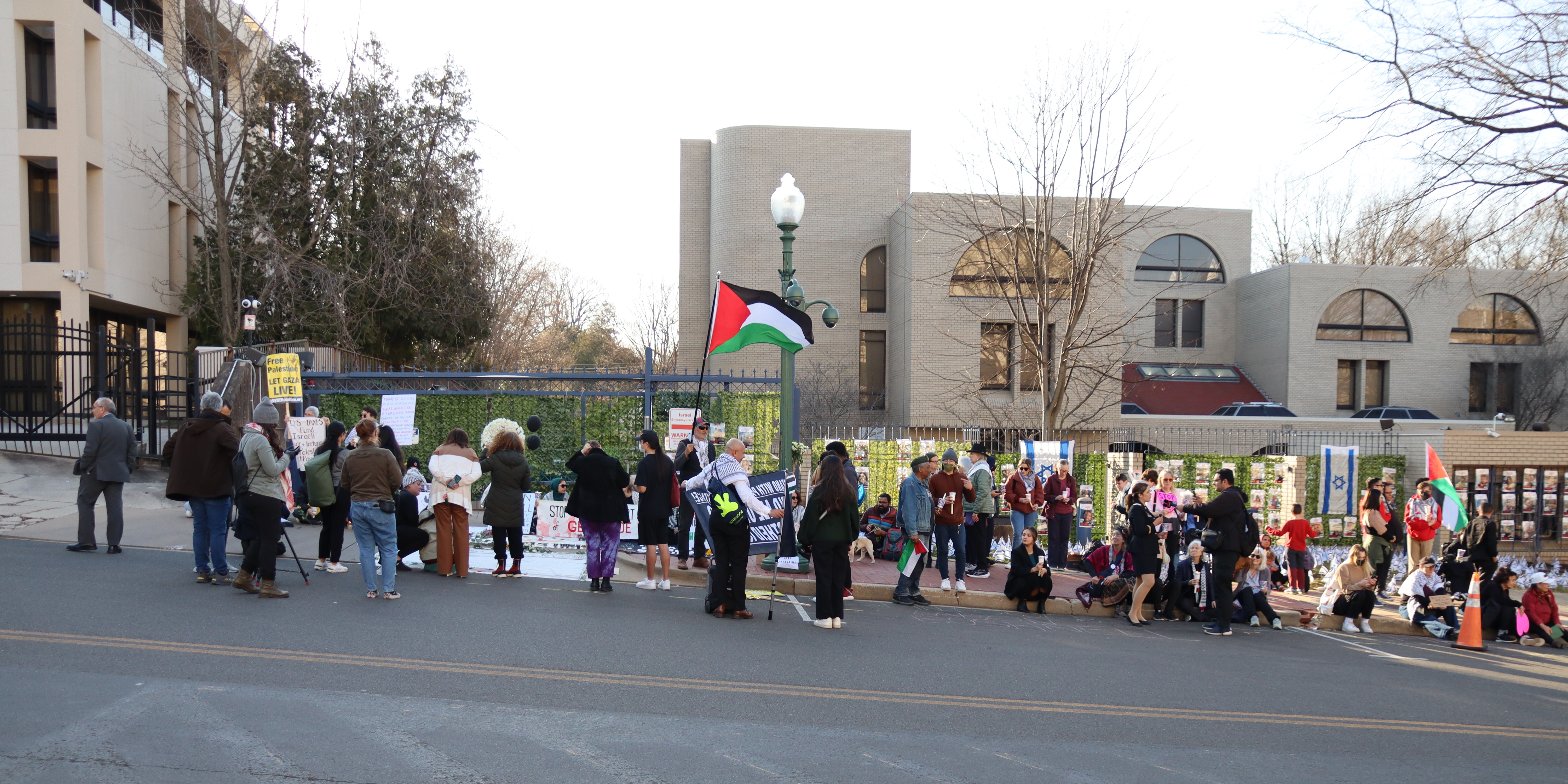
2024年2月26日、イスラエル大使館前で行われたアーロン・ブッシュネルの追悼集会。

ソーシャルメディア上では、彼の行為を英雄的で生贄的なものとみなす者もいれば、ブッシュネルが自ら命を絶つという極端な手段に訴えたとみなす者もいた。また、ブッシュネルの所属する上官らを批判し、上官らがブッシュネルの行動を思い止まらせることができたのではないか？と考える者もいた。
2024年2月26日、イスラエル大使館前で追悼集会が開かれ100人が参列した。アメリカの他の都市でも追悼集会が開かれ、反戦団体コード・ピンクが主催したものもあった。その集会では複数の退役軍人が整列し、「退役軍人は言う」と書かれた横断幕の前で順番に軍服を燃やし、「自由なパレスチナを！アーロン・ブッシュネルを忘れるな！」と書かれた横断幕の前で、複数の退役軍人が順番に軍服を燃やす抗議活動が行われた。

### 国際反応

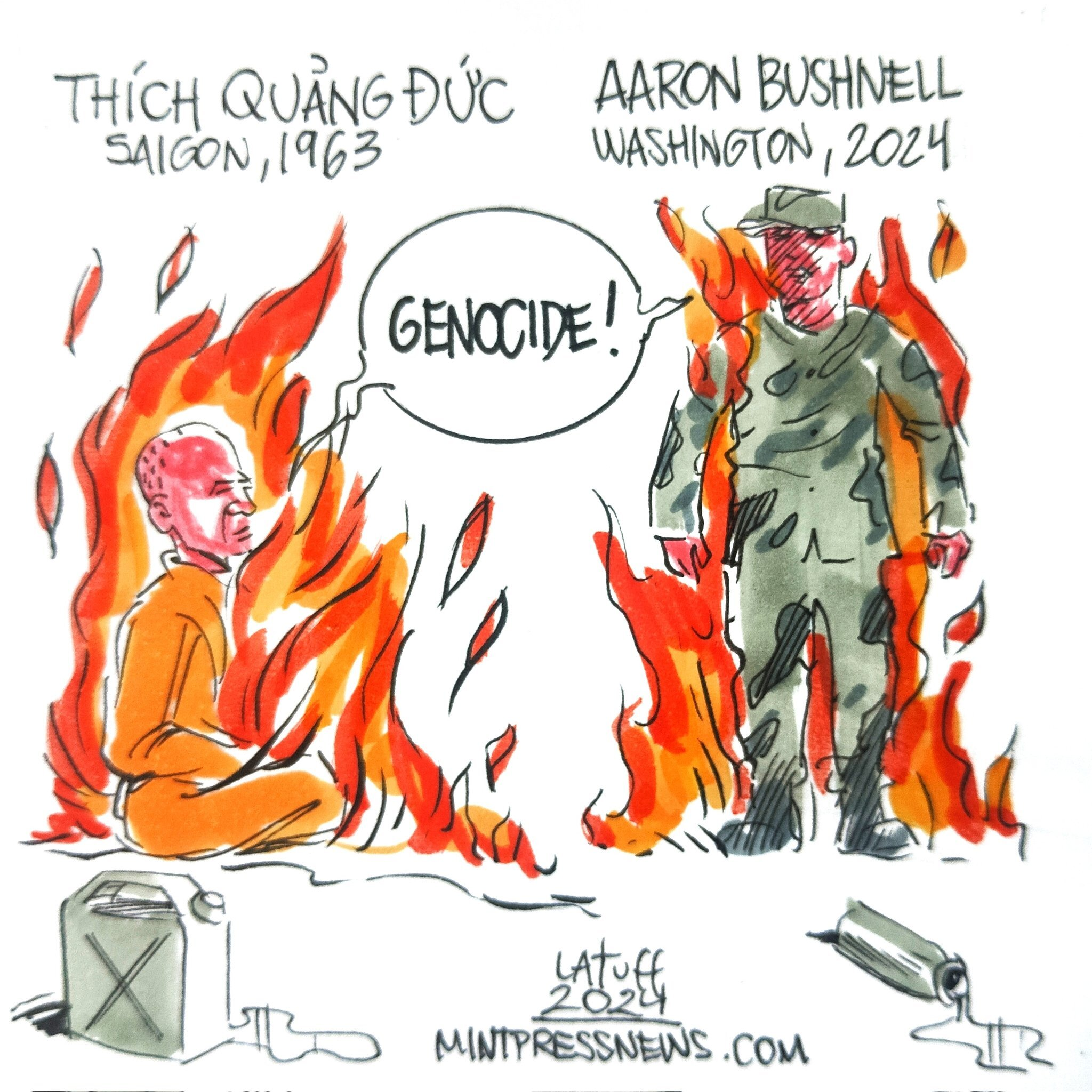
ブラジルの漫画家カルロス・ラトゥッフによって描かれたブッシュネルとティック・クアン・ドックを対比した風刺画

ハマスはこの行為を賞賛し、ブッシュネルの友人と家族に対し「心からの哀悼の意」を表明し、テレグラム上の声明で「彼は人間の価値観の擁護者として、またアメリカ政権とその不公正な政策のために苦しむパレスチナ人民の抑圧を不滅のものにした」と発表し、同時に彼を「英雄的なパイロット」と称した。パレスチナ解放人民戦線はブッシュネルを称える声明を発表し、この行為を「最高の犠牲」と表現した。パレスチナ人活動家モハメド・エル・クルドは、この行為を「我々を殺しているこれらの体制を弱体化させる」ための「行動への呼びかけだ」と表現した。
イランの最高指導者ハメネイ師は、焼身自殺が行われた数時間後に投稿された2つのツイッター声明の中でブッシュネルの行動を強調した。ひとつは、「ガザでの大虐殺に関する西側の不名誉な反人間的政策」を非難するもので、もうひとつは、ガザでの「大虐殺」が「西側文化で育ったあの若者」には荷が重すぎると指摘するものであった。エルサレム・ポスト紙に寄稿したセス・フランツマンは、親イランのソーシャルメディアアカウントが、イラン政権の命令で、英語メディアにおけるブッシュネルの抗議行為を悪用していると非難した。
パレスチナの都市エリコの当局者は3月10日、ブッシュネルに敬意を表し、通りの名をブッシュネル通りに冠したと発表。

### メディア報道
主要メディアによるブッシュネルの焼身自殺の報道は、パレスチナ人の大量虐殺に抗議するというブッシュネルの動機を「信用させず」、「薄め」ようとして批判を浴びた。アルジャジーラのコラムで、ベレン・フェルナンデスは、報道のタイトルでブッシュネルの動機に言及しなかったニューヨーク・タイムズと、「精神的に不安定」と書き立て、ガザ紛争におけるイスラエルへの米国の支援の政治的現実を詳しく説明することなく、ブッシュネルが精神的に病んでいるかもしれないとほのめかしたタイムを批判した。 また、ガーディアンも親イスラエルの報道機関が証拠なしにブッシュネルの精神衛生上の問題をほのめかしたと主張した。
ザ・ヒルは、ニューヨーク・タイムズ紙が、2020年にロシア政府に対して焼身自殺で抗議し死亡したロシア人ジャーナリスト、イリーナ・スラヴィナについての報道と比較して、ブッシュネルを非対称的に扱っていると指摘した。スラヴィナに関するタイムズの記事には、タイトルに「政府を非難する」というフレーズが含まれていた。

## デマ
ブッシュネルの死の直後、ブッシュネルのレディットアカウントが「ユダヤ人が全員死ねばパレスチナは自由になる」とコメントする捏造されたスクリーンショットがソーシャルメディア上で拡散した。ファクトチェックサイト「スノープス」 は、このスクリーンショットはデマであると判断した。
解説によれば、ビデオに映ったブッシュネルに銃口を向けた人物はイスラエルの警備員とされるが、実際には米国シークレットサービスの制服を着た一員であり、ブッシュネルの火を消そうと尽力した2名の安全を確保しようとしていたとされる。
複数のXユーザーがイスラエルの諜報機関モサドがブッシュネルの死を嘲笑したとする声明を発表した。これらはモサド公式アカウントに似せた偽アカウントの声明を公式アカウントによるものと誤認したことに基づく虚偽の主張であることが判明した。